# Ding Ruchang

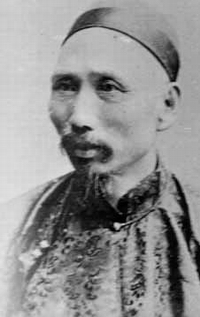
Admiral Ding Ruchang

Ding Ruchang (chinesisch 丁汝昌, Pinyin Dīng Rǔchāng, W.-G. Ting Ju-ch'ang; * 18. November 1836; † 12. Februar 1895) war ein chinesischer Offizier.
Ding Ruchang stammte aus dem Norden Chinas. Er schloss sich 1854 dem Taiping-Aufstand an. Später aber schloss er sich Li Hongzhang als Kavallerist an, um gegen den Taiping-Aufstand zu kämpfen. 1874 protestierte er gegen die Entscheidung der Regierung der Qing-Dynastie, die Truppenstärke der Armee zu reduzieren. Er ging in seine Heimatstadt zurück, um nicht getötet zu werden.
1875 meldete er sich freiwillig, um das Kommando der Beiyang-Flotte des Qing-Reiches zu übernehmen.
1894, während des Ersten Japanisch-Chinesischen Krieges, kommandierte er die Flotte bei der Seeschlacht am Yalu.
Zur chinesischen Marine abgeordnete britische Offiziere beschrieben Ding als kompetenten Befehlshaber.
Er wurde zusammen mit einigen weiteren Offizieren durch erste Schüsse seines eigenen Schiffes Dingyuan verwundet. Dies geschah als Akt der Befehlsverweigerung seiner Untergebenen, die dadurch ein Angriffsmanöver seines Flaggschiffes hintertreiben wollten. Durch den Zwischenfall wurde Ding schwer am Bein verwundet und verlor zeitweise das Bewusstsein. In der folgenden Schlacht von Weihaiwei wurden die Reste der Beiyang-Flotte im Hafen der von den Japanern eroberten Stadt eingeschlossen. In militärisch aussichtsloser Lage gab Ding den Befehl zur Selbstversenkung. Diesen quittierte seine Besatzung mit Meuterei. Ding beging daraufhin Suizid, obwohl ihm zuvor vom japanischen Kommandanten Itō Sukeyuki freies Geleit nach Japan angeboten worden war. Die Motivation zur Selbsttötung wird der Gesichtswahrung im Angesicht der Niederlage und dem Wunsch die eigenen Männer vor Repression der Sieger zu bewahren zugeschrieben. Der japanische Kriegsgegner honorierte den Suizid Dings (siehe Seppuku) durch das Erweisen voller militärischer Ehren gegenüber seiner Leiche und der Freilassung des gefangenen Marinepersonals. Zwei weitere Offiziere seiner Flotte folgten Dings Beispiel. In der japanischen Öffentlichkeit löste Dings Suizid Ehrerbietung und Anteilnahme aus.
Nach seinem Tod gab ihm die kaiserliche Regierung die Schuld an der Niederlage, erst 1912, nachdem die Qing-Dynastie durch die Xinhai-Revolution entmachtet wurde, konnte ihn seine Familie in Würde beisetzen.